# Norddeutsches Kartell
Das Norddeutsche Kartell (NK) ist ein Kartell von Burschenschaften, das von 1855 bis 1872 bestand. 1963 wurde es wiederbegründet und besteht heute aus drei Burschenschaften innerhalb der Deutschen Burschenschaft.

## Geschichte

### 1855–1872
Während die Corps sich 1855 im KSCV zusammenschlossen, hatten die Burschenschaften wegen der Streitigkeiten zwischen ihren Flügeln zu dieser Zeit größere Schwierigkeiten, einen eigenen flügelübergreifenden Verband zu gründen. So entstand als Gruppe fortschrittlicher Burschenschaften 1855 das Norddeutsche Kartell.
Das Norddeutsche Kartell, das in seiner Blütezeit neun vorwiegend nord- und mitteldeutsche Burschenschaften umfasste, bezeichnete sich selbst als germanistisch, wodurch es an die Tradition der germanischen Burschenschaften der Vormärzzeit anknüpfen wollte. Nach Matthias Stickler war das Norddeutsche Kartell progressistisch geprägt. So trat die Burschenschaft Carolingia Prag 1869 aus dem Kartell aus, weil das progressistische Element immer mehr zunahm. Das Kartell, das sich als Bund deutsch-demokratischer Burschenschaften bezeichnete, strebte eine Einigung Deutschlands auf demokratischer Grundlage an. Die Mehrzahl seiner Burschenschaften war in der Frühzeit republikanisch eingestellt.
Als Erziehungsmittel für die Mitglieder des Kartells sollten die eifrig betriebenen politisch-wissenschaftlichen Kränzchen dienen, deren Protokolle man austauschte. Von 1861 bis 1866 gab das Kartell eine eigene Zeitschrift, die Akademische Zeitung, heraus. Das Turnen wurde für die Mitglieder als verpflichtend festgelegt. Man hielt enge Fühlung mit dem bürgerlichen Liberalismus, forderte die Mitglieder zum Eintritt in Turner-, Sänger- und Schützenvereine auf, die damals eine erhebliche politische Bedeutung hatten, und verlangte eine lebendige Anteilnahme am politischen Leben im Sinne des Deutschen Nationalvereins und der liberalen preußischen Fortschrittspartei. Es akzeptierte vor allem deren Hauptprogrammpunkt der kleindeutschen Lösung unter Führung eines liberalisierten Preußens. Damit stand es im Gegensatz zur großen Mehrheit der großdeutsch ausgerichteten Burschenschaften.
Das NK war bemüht, dem auf dem Burschentag vom 17. Mai 1864 gegründeten, kurzlebigen Burschenschaftsverband Eisenacher Burschenbund seine politische Richtung aufzudrücken. Das politische Moment der Burschenschaft wollte das NK besonders hervorgehoben wissen und verlangte eine politische Ausbildung der Mitglieder mit dem Ziel der deutschen Einigkeit auf volkstümlicher Basis, während es das Sittlichkeitsprinzip und das der unbedingte Satisfaktion als selbstverständlich verwarf. Die entgegengesetzten Ansichten vertrat eine Gruppe um die Burschenschaften des späteren Grün-Weiß-Roten Kartells. Eine Einigung erreichte man durch Annahme des demokratischen Prinzips als auch des der Sittlichkeit und der unbedingten Satisfaktion. Die Annahme des demokratischen Prinzips hatten sofortige staatliche Untersuchungsmaßnahmen gegen eine Hallesche und eine Königsberger Burschenschaft zur Folge.
Das politische Schwanken zwischen groß- und kleindeutscher Einstellung – mit oder ohne Österreich – förderte die ab 1866 beginnende Zersetzung des Kartells, was im Jahre 1872 – ein Jahr nach der kleindeutschen Reichsgründung – zur Auflösung führte. Die bewusste Pflege der vaterländisch-politischen Ausbildung, die später Gemeingut der gesamten Burschenschaft wurde, wird als das bleibende Verdienst dieses Kartells angesehen.

### Neugründung 1963
1920 wurde mit der Roten Richtung (RR) ein Kartell begründet, das sich als Nachfolger des Norddeutschen Kartells begriff und größtenteils aus dessen ehemaligen Mitgliedsverbindungen zusammensetzte. Nachdem 1961 die Gründung der Burschenschaftlichen Gemeinschaft (BG) auch durch Mitglieder der RR erfolgt war, kam es im Sommer 1963 in der RR zum Streit darüber, ob eine gleichzeitige Mitgliedschaft in BG und RR möglich sein sollte.
Daraufhin traten die BG-Burschenschaften aus der RR aus und gründeten am 30. November 1963 auf dem Haus der Burschenschaft Normannia zu Heidelberg ein eigenes Kartell, wobei sie für dieses den Namen Norddeutsches Kartell wiederaufgriffen. Es besteht heute aus drei Burschenschaften.

## Mitglieder (ab 1963)
- Berliner Burschenschaft Arminia
- Burschenschaft Normannia zu Heidelberg
- Burschenschaft Germania Köln

## Ehemalige Mitglieder (ab 1963)
- Münchener Burschenschaft Arminia-Rhenania (bis Juni 2013)
- Frankfurt-Leipziger Burschenschaft Arminia (1965 bis 1985)
- Burschenschaft Hansea Hamburg

## Mitglieder (1855 bis 1872)
- Burschenschaft Brandenburgia (Arminia) Berlin (15. August 1860 bis Auflösung 1872)
- Alte Breslauer Burschenschaft der Raczeks (Dezember 1858 bis 27. Januar 1867)
- Burschenschaft Teutonia Freiburg (1858 bis  Auflösung 1872)
- Gießener Burschenschaft Germania (14. August 1858 bis SS 1869)
- Burschenschaft Arminia Graz (Mai[13]/ 12. August[14] 1869 bis Auflösung 1872)
- Greifswalder Burschenschaft Rugia (14. August 1858 bis 19. November 1866)
- Burschenschaft Saxonia Heidelberg (Eintritt 1857; Saxonia löste sich um 1860 auf)
- Burschenschaft Germania Jena (1858 bis 1862)
- Karlsruher Burschenschaft Teutonia (4. August 1868 bis 1872)
- Leipziger Burschenschaft Dresdensia (1861 bis 1866)
- Burschenschaft Algovia München (1862 bis Auflösung 1872)
- Akademische Burschenschaft Carolina Prag (1. Juni 1866 bis 1869)
- Wiener akademische Burschenschaft Teutonia (3. August 1868 bis 21. Juni 1869)
- Burschenschaft Arminia Würzburg (7. August 1863 bis 16. Dezember 1866)